# ЖФК Машинац ПЗП
ЖФК Машинац ПЗП је женски фудбалски клуб из Ниша, Србија. Машинац је био најуспешнији женски фудбалски клуб у СФР Југославији, СР Југославији и сада Србији са 24 титуле првака државе и 15 титула националног купа.
Клуб је основан септембра 1970. године, а 1987. године се премешта на нови стадион у Делијском Вису, предграђу Ниша, где и данас игра своје утакмице.
Генерални спонзор 1991. године постаје Дуванска индустрија Ниш и добија у називу додатак „Classic“ (Класик), али овај споразум је раскинут 2005. године. Нови спонзорски уговор потписује са Предузећем за путеве Ниш (ПЗП) 1. јануара 2007. и клуб у свом називу носи име овог предузећа.
Клуб организује школу фудбала.

## Трофеји
- Државна првенства (24):[2]

Шампионат СФРЈ (7):
1983/84, 1984/85, 1985/86, 1986/87, 1987/88, 1988/89, 1989/90
Шампионат СРЈ/Србије и Црне Горе (14):
1991/92, 1992/93, 1994/95, 1995/96, 1996/97, 1997/98, 1998/99, 1999/00, 2000/01, 2001/02, 2002/03, 2003/04, 2004/05, 2005/06
Шампионат Србије (3):
2007/08, 2008/09, 2009/10
- Национални куп (15)[3]

 Куп СФР Југославије (5) :
1982/83, 1983/84, 1987/88, 1988/89, 1990/91
Куп СР Југославије/Србије и Црне Горе (6):
1991/92, 1994/95, 1995/96, 1996/97, 1998/99, 2002/03
Куп Србије (4):
 2007/08, 2008/09, 2009/10, 2010/2011
- Дупла круна (12):
1984, 1988, 1989, 1992, 1995, 1996, 1997, 1999, 2003, 2008, 2009, 2010

## Некадашње фудбалерке
- Андријана Тришић
- Марија Радојичић
- Александра Лазаревић
- Снежана Пешић